# 本間金之助 (3代目)

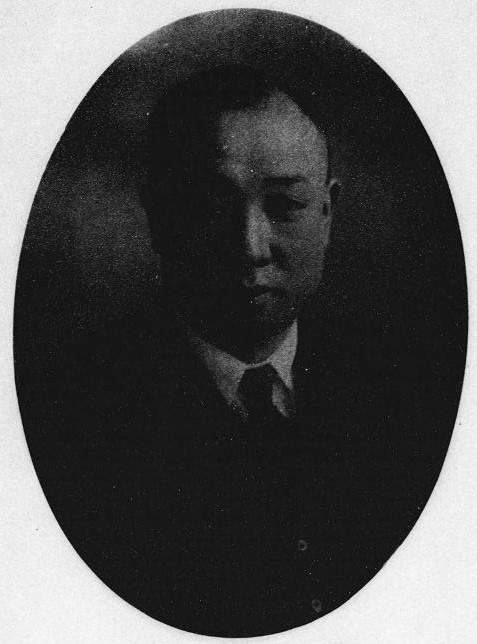
本間金之助

三代目 本間 金之助（さんだいめ ほんま きんのすけ、前名・金次郎、1897年（明治30年）9月7日 - 没年不明）は、日本の商人（小間物商）、秋田市小間物商組合長、資産家、秋田県多額納税者、実業家。第四十八銀行頭取。秋田貯蓄銀行、秋田信託各取締役。秋田銀行副頭取。

## 人物
秋田県・本間永助の長男。1929年、先代祖父金之助の後を承け家督を相続し前名・金次郎を改め襲名した。秋田県立中学校に学び、以来家業に従事した。
貴族院多額納税者議員選挙の互選資格を有した。趣味は書画、写真。宗教は曹洞宗。住所は秋田市大町。

## 家族・親族
本間家
- 養祖父・2代目金之助（1845年 - 1929年、秋田平民、秋田県多額納税者、第四十八銀行、秋田貯蓄銀行各頭取）
- 父・永助（1864年 - ?）[4]
- 母・ミサ（1878年 - ?、秋田、加賀谷長兵衛の叔母）[4][6]
- 弟
  - 忠四郎（1908年 - ?）[4]
  - 善次郎（1912年 - ?）[4]
- 妹
  - シゲ（1899年 - ?）[4]
  - トヨ（1903年 - ?、秋田、小川長右衛門の長男・辰之助の妻）[4]
  - クニ（1905年 - ?、秋田、辻兵吉の長男・兵太郎の妻）[4]
- 妻・シナ（1899年 - ?、秋田、加賀谷長兵衛の妹）[4][6]
- 男（1920年 - ?）[4]
- 二男（1928年 - ）[4]
- 女（1922年 - ?）[4]

親戚
- 2代目辻兵吉（秋田県多額納税者、秋田銀行頭取）
- 3代目辻兵吉（貴族院議員、秋田県多額納税者、秋田銀行頭取）
- 辻兵太郎（秋田土地社長）
- 山内三郎兵衛（秋田県多額納税者、京山合名会社理事）